# Peristérion (ort i Grekland)
Peristérion (Peristeri) är en ort i Grekland.   Den ligger i prefekturen Nomós Aitolías kai Akarnanías och regionen Västra Grekland, i den centrala delen av landet, 200 km väster om huvudstaden Aten. Peristérion ligger 904 meter över havet och antalet invånare är 129.
Terrängen runt Peristérion är huvudsakligen kuperad, men norrut är den bergig. Runt Peristérion är det ganska glesbefolkat, med 31 invånare per kvadratkilometer. Närmaste större samhälle är Agrínio, 11,1 km väster om Peristérion. 